# Microserica pisangana
Microserica pisangana är en skalbaggsart som beskrevs av Brenske 1899. Microserica pisangana ingår i släktet Microserica och familjen Melolonthidae. Inga underarter finns listade i Catalogue of Life.